# 韶关广播电视台
韶关广播电视台是中华人民共和国广东省韶关市的市级广播电视媒体，由原韶关电视台、韶关有线电视台、韶关人民广播电台合并重组而成。

## 历史
1983年8月1日，韶关人民广播电台正式播音，频率为AM765千赫，使用粤语、普通话、客家话播出。1988年8月1日试播调频立体声台。
1983年10月1日，韶关电视台成立。
1995年，韶关有线电视台成立，2002年，有线台并入韶关电视台，原有线台改为公共频道（现绿色生活频道）。
2023年5月13日，国家广电总局批准，韶关广播电视台绿色生活频道和交通旅游广播停止自5月15日零时起播出节目。

## 旗下资产

### 电视频道
| 頻道名稱     | 语言         | 广播格式                    | 啟播時間 | 频道前身 | 備註                                                       | 備註 |
| 新闻综合频道 | 普通話、粤语 | SD: PAL 576i 16:9 HD: 1080i |          |          | 韶关市第一個无线電視頻道，現時以新聞、時事、專題類節目為主 |      |

### 广播频率
| 頻道名稱 | 语言   | 频道频率 | 啟播時間      | 频道前身         | 備註                                                         |
| 综合广播 | 普通話 | FM105.7  | 1990年1月18日 | 韶关人民广播电台 | 以新聞為主，集新聞性、公益性、服務性、監督性為一體的綜合頻率 |